# Бериндија (Арад)
Бериндија (рум. Berindia) насеље је у Румунији у округу Арад у општини Бутени. Oпштина се налази на надморској висини од 158 m.

## Историја
По "Румунској енциклопедији", место се први пут помиње 1473. године под именом "Беренд". У њему је 1715. године било седам домова, затим 1771. - 25, док 1828. већ 52 породице.

## Становништво
Према подацима из 2002. године у насељу је живело 221 становника, од којих су сви румунске националности.